# 馬氏劍鰭鯰
馬氏劍鰭鯰，為輻鰭魚綱鯰形目鼬鯰科的其中一種，為熱帶淡水魚，分布於南美洲奧里諾科河及黑河流域，體長可達3.4公分，棲息在富有沉積物的底層水域，生活習性不明。